# Clé 1: Miroh
Clé 1: Miroh è il quarto EP del gruppo sudcoreano Stray Kids, pubblicato il 25 marzo 2019 dalla JYP Entertainment e distribuito tramite Iriver. L'uscita dell'EP è avvenuta in concomitanza con il primo anniversario del debutto del gruppo.
Con l'apripista Miroh gli Stray Kids hanno ottenuto la loro prima vittoria al programma musicale M Countdown.

## Promozione
Per promuovere l'uscita dell'EP, la JYP Entertainment ha annunciato il 7 marzo che il gruppo avrebbe viaggiato in Corea del Sud per incontrare i fan, con un tour dal titolo "Hi-Stay Tour in Korea". Il gruppo ha visitato Pusan, Daejeon e Incheon prima dell'uscita dell'album, seguito da un evento speciale a Seul il 4 aprile.

## Tracce
1. Entrance – 1:38 (musica: Bang Chan, Kairos, samUIL)
2. Miroh – 3:27 (testo: 3Racha – musica: 3Racha, Brian Atwood)
3. Victory Song (승전가?, Seungjeon-gaLR) – 3:16 (testo: 3Racha – musica: 3Racha, earattack, Larmook)
4. Maze of Memories (잠깐의 고요?, Jamkkan-ui go-yoLR; "Un momento di silenzio") – 2:55 (testo: 3Racha – musica: 3Racha, J;Key)
5. Boxer – 3:20 (testo: 3Racha – musica: 3Racha, Glory Face (Full8loom), Jake K (Full8loom))
6. Chronosaurus – 3:18 (testo: 3Racha – musica: Bang Chan, Kairos, samUIL)
7. 19 – 3:25 (testo: Han – musica: Bang Chan, Han)

Traccia aggiuntiva dell'edizione fisica
1. Mixtape #4 – 3:51 (Stray Kids) – la canzone è la versione OT9 di "Broken Compass" dei 3RACHA.

## Classifiche

### Classifiche settimanali
| Classifica (2019–20) | Posizione massima |
| -------------------- | ----------------- |
| Corea del Sud        | 1                 |
| Giappone             | 18                |
| Ungheria             | 19                |

### Classifiche di fine anno
| Classifica (2019) | Posizione |
| ----------------- | --------- |
| Corea del Sud     | 31        |